# Омутная (приток Вятки)

Бассейн Вятки

Омутна́я — река в Кировской области и Республике Удмуртии России, левый приток Вятки (бассейн Волги). Устье реки находится в 1233 км по левому берегу реки Вятки. Высота устья — 173,0 м над уровнем моря. Длина реки составляет 56 км, площадь бассейна — 559 км².
Берёт начало на Верхнекамской возвышенности на территории Ярского района Удмуртии близ границы с Кировской областью в 27 км к юго-западу от города Омутнинск. Течёт на север, вскоре после истока перетекает в Омутнинский район Кировской области, в нижнем течении поворачивает на северо-восток. Верхнее и среднее течение проходят по ненаселённому лесному массиву, в нижнем течении река протекает через город Омутнинск, где на реке организовано водохранилище, известное как Омутнинский пруд. Река впадает в Вятку в 8 км к северо-востоку от центра города у села Ежово (центр Вятского сельского поселения).

## Притоки (км от устья)
- река Каменка (пр)
- река Тюриха (лв)
- 19 км: река Песчанка (пр)
- река Здорица (лв)
- 27 км: река Берёзовка (лв)
- река Шумиха (пр)
- 32 км: река Большой Порывай (лв)
- 45 км: река Ершовка (пр)
- река Новая Речка (пр)
- река Чернозёмка (лв)

## Данные водного реестра
По данным государственного водного реестра России относится к Камскому бассейновому округу, водохозяйственный участок реки — Вятка от истока до города Киров, без реки Чепца, речной подбассейн реки — Вятка. Речной бассейн реки — Кама.
Код объекта в государственном водном реестре — 10010300212111100029829.